# Krajiw
Krajiw (ukrainisch Країв; russisch Краев Krajew, polnisch Krajów) ist ein Dorf im Süden der ukrainischen Oblast Riwne mit etwa 600 Einwohnern (2001).

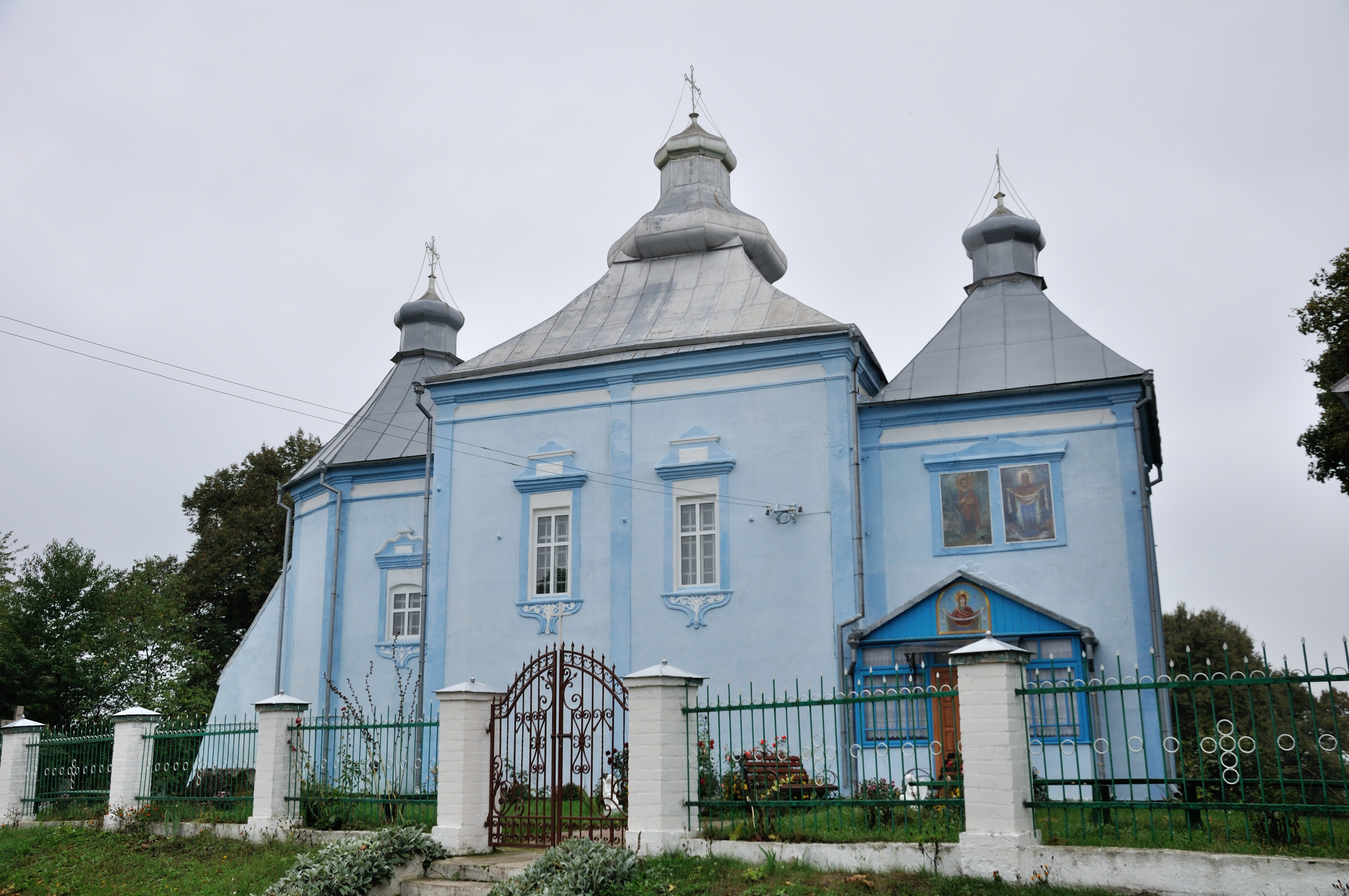
Orthodoxe Kirche der Fürbitte der Heiligen Jungfrau in Krajiw

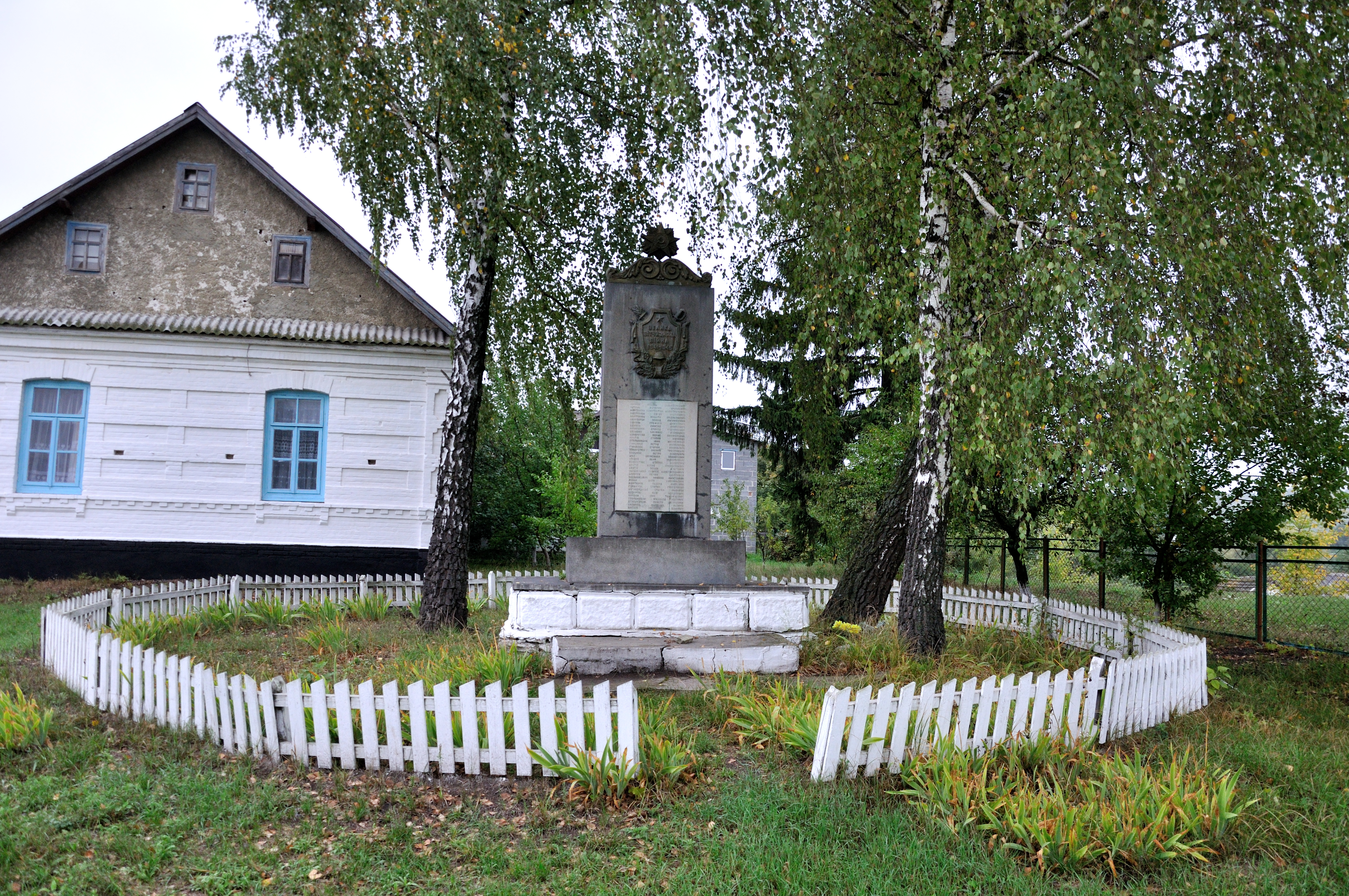
Denkmal für die Dorfbewohner und Opfer des ukrainischen Nationalismus (Український буржуазний націоналізм)

Das erstmals 1583 schriftlich erwähnte Dorf wurde Dezember 1617 von Tataren teilweise zerstört. 1739 wurde im Dorf die gemauerte orthodoxe Kirche der Fürbitte der Heiligen Jungfrau errichtet.
Die Ortschaft liegt auf einer Höhe von 204 m, 3 km nördlich vom ehemaligen Gemeindezentrum Oschenyn, 18 km nördlich vom ehemaligen Rajonzentrum Ostroh und 25 km südöstlich vom Oblastzentrum Riwne. Östlich vom Dorf verläuft, am Ufer der Horyn entlang, die Territorialstraße T–18–31.
Am 12. Juni 2020 wurde das Dorf ein Teil neu gegründeten Stadtgemeinde Ostroh im Rajon Ostroh; bis dahin war es ein Teil der Landratsgemeinde Oschenyn im Norden des Rajon Ostroh.
Am 17. Juli 2020 wurde der Ort Teil des Rajons Riwne.